# Cais do Sodré (metropolitana di Lisbona)
Cais do Sodré è una stazione della metropolitana di Lisbona, capolinea della linea verde.
La stazione è stata inaugurata nel 1998 e fa da corrispondenza all'omonima stazione ferroviaria (dove partono i treni della linea suburbana Lisbona-Cascais) e al servizio fluviale Transtejo.